# Copa Colsanitas 2001

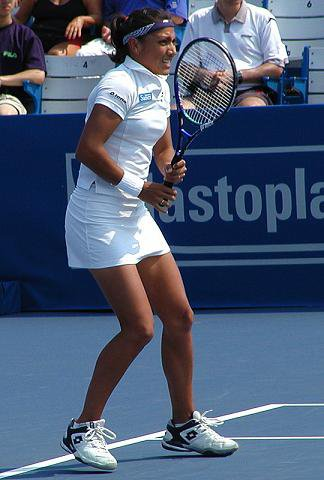
Paola Suárez

Il Copa Colsanitas 2001 è stato un torneo di tennis giocato sulla terra rossa.
È stata la 4ª edizione del torneo, che fa parte della categoria Tier III nell'ambito del WTA Tour 2001.
Si è giocato al Club Campestre El Rancho di Bogotà in Colombia, dal 19 al 25 febbraio 2001.

## Campionesse

### Singolare
Paola Suárez ha battuto in finale  Rita Kuti-Kis con il punteggio di 6–2, 6–4

### Doppio
Tathiana Garbin /  Janette Husárová hanno battuto in finale  Laura Montalvo /  Paola Suárez con il punteggio di 6–4, 2–6, 6–4